# Klucz dwudźwigniowy

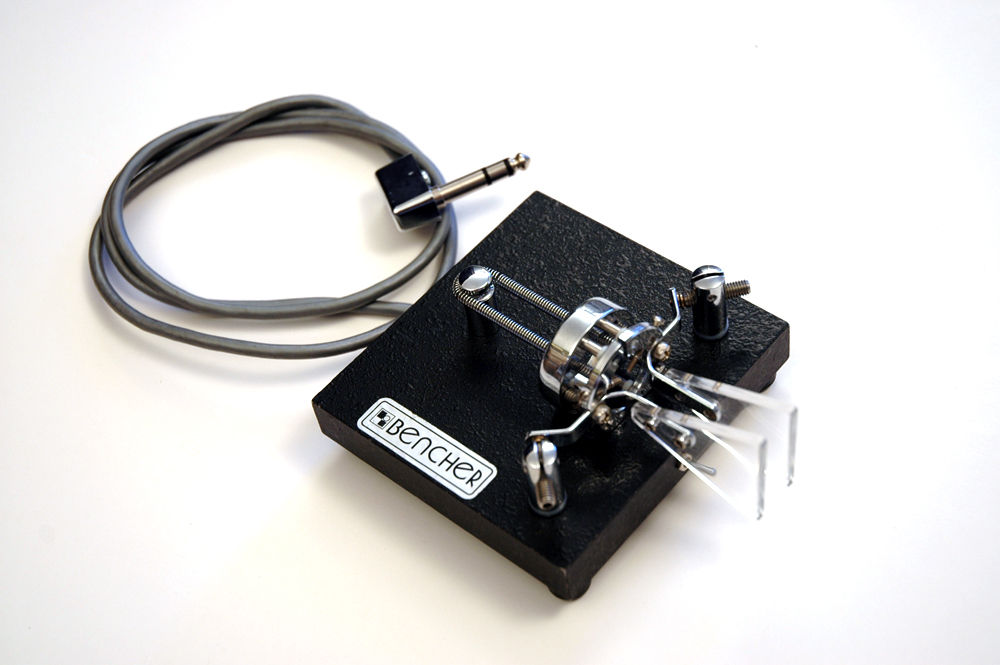
Współczesny dwudźwigniowy klucz telegraficzny stosowany do nadawania CW

Klucz dwudźwigniowy – odmiana klucza telegraficznego. Do generowania kropek i kresek służą oddzielne dźwignie, najczęściej poziome. W połączeniu z układem elektronicznym (klucz automatyczny) może generować ciągi znaków bez zwalniania dźwigni.